# MOX-brandstof
MOX-brandstof (mixed oxides) is een vorm van nucleaire splijtstof die uit meerdere oxiden van splijtbaar materiaal bestaat. Het is een mengsel van plutonium en natuurlijk uranium, opgewerkt uranium of verarmd uranium. MOX is een alternatief voor het laagverrijkt uranium dat in de meeste kernreactors wordt gebruikt. Een mengsel van 7% Pu en 93% U reageert op een vergelijkbare manier als laagverrijkt uranium van 4% verrijking.
Gebruik in MOX is een manier om plutonium, wat een bijproduct is van het kernproces in een kernreactor, op een nuttige manier opnieuw te gebruiken voor energieopwekking. Dit zou anders als radioactief afval moeten worden opgeslagen, met het risico dat het in verkeerde handen valt. Er wordt echter ook gevreesd dat het wereldwijd gebruiken van MOX-brandstof en de toename van opwerking op zichzelf zal bijdragen tot een grotere proliferatie van plutonium. Volgens het jaarverslag van Euratom wordt jaarlijks in de EU ongeveer 11 ton plutonium als MOX gerecycled, wat 6 procent besparing oplevert op het verbruik van uraniumerts.
MOX werd ontwikkeld vanaf de vroege jaren 60. Het eerste gebruik wereldwijd was in de BR3-reactor van het SCK CEN, die in 1963 geladen werd met twaalf MOX-naalden. Ze waren in België gefabriceerd met plutonium afkomstig uit de Verenigde Staten. De opgedane expertise leidde tot de oprichting van Belgonucleaire.
In Europa staan 50 kerncentrales die een vergunning voor MOX hebben; in 32 kerncentrales wordt MOX daadwerkelijk gebruikt. Volgens Areva zijn er zeven landen die MOX toestaan: Nederland, België, Frankrijk, Duitsland, Japan, Zwitserland en de VS.
In Nederland wordt MOX ingezet in de kerncentrale Borssele. Deze MOX bevat 5,41% splijtbaar plutonium en is daarmee gelijkwaardig aan de al langer hier gebruikte splijtstof met 4,4% splijtbaar uranium-235. In Borssele wordt MOX sinds 2014 gebruikt. Volgens de vergunning die EPZ daarvoor heeft gekregen, mogen 48 van de 121 splijtstofelementen in de reactor MOX bevatten. De MOX voor Borssele wordt gefabriceerd in de MELOX-fabriek in Marcoule. In de toekomst zal de uitgewerkte MOX, net zoals de andere oude splijtstofelementen uit Borssele, in het Franse La Hague worden opgewerkt, zodat het uranium en plutonium dat nog over is, opnieuw gebruikt kan worden. Hiervoor hebben Nederland en Frankrijk een verdrag gesloten.